# Stuart Young

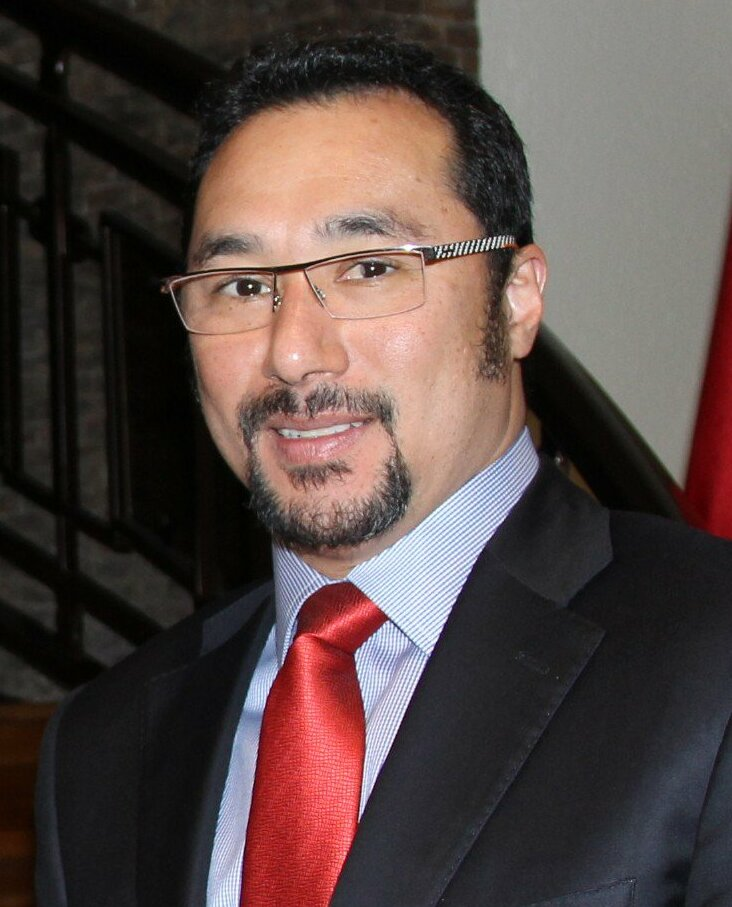
Stuart Young (2016)

Stuart Richard Young (* 9. Februar 1975 in Port of Spain) ist ein trinidadischer Politiker. Er war Energieminister und stellvertretender Premierminister, als er im März 2025 nach dem gesundheitsbedingten Rücktritt von Keith Rowley für 45 Tage Premierminister seines Landes wurde.

## Frühe Jahre
Stuart Young wurde am 9. Februar 1975 im Stadtteil Downtown von Port of Spain geboren. Sein Vater Richard war ein chinesischstämmiger Bankangestellter, seine Mutter Priscilla eine indischstämmige Krankenschwester aus einer muslimischen Familie. Stuart ist das älteste von drei Kindern des Paares. Er wurde katholisch erzogen. Die Familie der Mutter war in Südtrinidad wohnhaft, Stuart wuchs aber in Port of Spain auf und besuchte dort die Grund- und mit dem renommierten Saint Mary’s College die weiterführende Schule. Später studierte er Rechtswissenschaften an der englischen University of Nottingham.
Vor seiner Wahl zum Parlamentsabgeordneten arbeitete Young als Anwalt. 1997 erhielt er seine Anwaltszulassung in Großbritannien, 1998 in Trinidad und Tobago.

## Karriere
Young war mit dem Thema Politik nicht befasst, bis er 2014 im Rahmen seiner anwaltlichen Tätigkeit den damaligen Oppositionsführer Keith Rowley traf. Dieser bot ihm im trinidadischen Senat einen Platz für seine Partei, das People’s National Movement (PNM), an, den Young annahm. Bei der Wahl zum Repräsentantenhaus 2015 wurde er als PNM-Kandidat für den Wahlkreis Port-of-Spain North/St Ann’s West ins trinidadische Parlament gewählt. Im September desselben Jahres wurde zum Amtschef des Präsidialamts und des Außenministeriums ernannt.
Im Juni 2018 wurde er Kommunikationsminister. Im August desselben Jahres wurde er als Nachfolger von Edmund Dillon zum Minister für Nationale Sicherheit ernannt.
Nach dem Tod von Energieminister Franklin Khan im April 2021 wurde ihm dessen Ministerium anvertraut. Im November 2022 wurde er zum Vorsitzenden der PNM gewählt.
Im Juni 2024 wurde Young zum Senior Counsel (ein Äquivalent zum britischen Kronanwalt) ernannt. Im Juli 2024 wurde er erstmals zum stellvertretenden Ministerpräsidenten Trinidads ernannt. Das Amt wird in Trinidad nicht dauerhaft vergeben, sondern es wird ein Stellvertreter des Ministerpräsidenten ernannt, wenn letzterer im Ausland weilt oder krankheitsbedingt sein Amt nicht wahrnehmen kann. Gleiches gilt für das Amt des Generalstaatsanwalts (Attorney General), und im Dezember 2024 agierte Young als stellvertretender Generalstaatsanwalt, als er zur Eindämmung der grassierenden Gewaltkriminalität in Trinidad den Notstand ausrief.
Im Januar 2025 kündigte Premierminister Keith Rowley an, vor Ende der Legislaturperiode zurücktreten zu wollen. Er benannte Young als seinen Nachfolger. Young hatte sich zuvor parteiintern bei einer Kampfabstimmung gegen Bauministerin Pennelope Beckles durchgesetzt. Die Tageszeitung Trinidad Newsday kritisierte, dass Rowleys Entscheidung auf keiner demokratischen Wahl beruhte, sondern allein durch den Premierminister getroffen wurde.
Rowley trat am 16. März 2025 von seinem Posten zurück. Young wurde am 17. März als neuer Premierminister von Trinidad und Tobago vereidigt. Am 28. April fanden Parlamentswahlen statt, bei denen die regierende PNM gegen die UNC verlor. Am 1. Mai wurde Kamla Persad-Bissessar (UNC) als Nachfolgerin von Young vereidigt. Young ist damit der trinidadische Premierminister mit der kürzesten Amtsperiode.

## Privates
Young betreibt die Kampfsportart Shōtōkan und verfügt über die Auszeichnung „schwarzer Gürtel“. Er war mit der Unternehmensberaterin Maria Daniel verheiratet, ließ sich aber 2017 scheiden. Daniel brachte eine Tochter in die Ehe, die 2018 Opfer einer Entführung wurde.